# Blaabjerg Kommune
Blåbjerg Kommune i Ribe Amt blev dannet ved kommunalreformen i 1970. Ved strukturreformen i 2007 blev den indlemmet i Varde Kommune sammen med Blåvandshuk Kommune, Helle Kommune og Ølgod Kommune.

## Tidligere kommuner
Blåbjerg Kommune blev dannet inden kommunalreformen ved frivillig sammenlægning af 5 sognekommuner:
| Kommune           | Folketal september 1965 | Byer                           |
| ----------------- | ----------------------- | ------------------------------ |
| Henne-Lønne       | 1.725                   | Henne Stationsby og Nymindegab |
| Kvong             | 676                     | Kvong                          |
| Lunde             | 1.178                   | Lunde                          |
| Nørre Nebel-Lydum | 1.725                   | Nørre Nebel                    |
| Ovtrup            | 1.467                   | Outrup                         |
| I alt             | 6.771                   |                                |

## Sogne
Blåbjerg Kommune bestod af følgende sogne, alle fra Vester Horne Herred:
- Henne Sogn
- Kvong Sogn
- Lunde Sogn
- Lydum Sogn
- Lønne Sogn
- Nørre Nebel Sogn
- Ovtrup Sogn

## Borgmestre[2]
| Navn                 | Parti      | Periode   |
| -------------------- | ---------- | --------- |
| Kristian Christensen | Lokalliste | 1970-1974 |
| Poul Qvesel          | Lokalliste | 1974-1978 |
| Christian Nielsen    | Lokalliste | 1978-1986 |
| Søren Hübschmann     | Lokalliste | 1986-1994 |
| Bent Poulsen         | Venstre    | 1994-1998 |
| Preben Olesen        | Lokalliste | 1998-2006 |

## Rådhus
Blåbjerg Kommunes rådhus på Torvet 5 i Nørre Nebel blev solgt allerede i 2006 til en køber, der ville bygge et feriecenter. Det blev ikke til noget, og huset har stået tomt indtil Varde Kommune i 2019 købte rådhuset tilbage for at rive det ned og udstykke grunden.